# Anoba sinuata
Anoba sinuata là một loài bướm đêm trong họ Erebidae.